# 趙氏孤兒
《趙氏孤兒》，元朝雜劇，作者紀君祥。本劇全名或作《趙氏孤兒大報仇》（見於明人臧懋循所編《元曲選》），或作《冤報冤趙為楚》（見於《元刊雜劇三十种》），簡稱《冤報冤》。
此部悲劇內容取材自春秋時代發生在晉國的「下宮之難」事件，但並非按照歷史事實撰寫，大幅度改變了歷史上的人物關係。

## 劇情簡介
元雜劇《趙氏孤兒》是一部歷史劇，相關的歷史事件記載最早見於《左傳》，情節較略；到司馬遷《史記·趙世家》，劉向《新序》、《說苑》才有詳細記載。戲劇情節敘春秋時期晉貴族趙氏被奸臣屠岸賈陷害而慘遭滅門，幸存下來的趙氏孤兒趙為楚長大後為家族復仇的故事。
本劇的《元曲選》本與元刊本曲文有較大差異，情節也有一些不同。
《元曲選》本的題目正名：
公孫杵臼恥勘問
趙氏孤兒大報讐
《元刊雜劇三十种》本的題目正名：
韓厥救捨命烈士，程嬰說妒賢送子
義逢義公孫杵臼，冤報冤趙氏孤兒
本戲忠臣、義士、節婦、孝子，無不凜然如生；忠憤之氣，貫徹全篇

### 原曲

#### 楔子
晉國大夫趙盾被奸人屠岸賈陷害，誣告謀反，遂被夷滅宗族。趙盾之子趙朔為晉靈公駙馬，被屠岸賈假傳君命逼其自盡。趙朔自盡前囑咐公主，若生下兒子，則名為趙氏孤兒，使其長大后為全家報仇。

#### 第一折
公主將趙氏孤兒托付給程嬰，自縊而死。屠岸賈派下將軍韓厥把守駙馬府門，以防有人帶出趙氏孤兒。程嬰將孤兒藏在藥箱中帶出，被韓厥搜出。但韓厥不忍心趕盡殺絕，於是自刎而死。

#### 第二折
屠岸賈發覺趙氏孤兒被救出，下令若不獻出趙氏孤兒，則殺盡國中半歲以内的小兒。程嬰與公孫杵臼商議，欲以自己兒子冒充，以拯救趙氏孤兒。最終決定由程嬰出首，而公孫杵臼將程嬰之子冒充為趙氏孤兒。

#### 第三折
程嬰向屠岸賈告發公孫杵臼藏匿趙氏孤兒。屠嚴刑審問，並且命令程嬰拷問之。屠手下士兵在公孫家中搜出假趙氏孤兒，並將其殺死，公孫杵臼也撞階自盡。趙氏孤兒被程嬰冒充為自己的兒子，起名程勃，並被屠收為義子，故又名屠成。

#### 第四折
改名換姓的孤兒長成以後，程嬰告知其身世，趙氏孤兒悲憤交加，決意為程嬰及公孫杵臼向屠岸賈報仇。

### 臧氏

#### 第五折
（元刊本雜劇無此折，疑為臧懋循所增添）
趙氏孤兒向晉悼公申訴己族之慘禍。由上卿魏絳傳令，將屠岸賈滅族，趙氏孤兒恢復趙姓，改名趙武。

## 翻译及改编版本
《中国孤儿》是第一部被翻译成欧洲语言的中国戏剧。天主教耶稣会神父马若瑟于1731年将该剧译为法语，并命名为，究其原因，可能是因为该剧中体现的道德精神符合马若瑟其时传教的目的。然而马若瑟只翻译了对话，唱词全然被忽略。马若瑟托人将翻译完成的剧作送往法国，希望交到法兰西学术院的傅尔蒙（Étienne Fourmont，《中国文典》的作者）之手。谁知剧本被错送到杜赫德（Jean Baptiste du Halde）手中，虽然未经马若瑟或傅尔蒙的同意，杜赫德仍将该剧收入自己的《中华帝国全志》（Description de la Chine），并于1735年出版。傅尔蒙对此十分不快。无论此书理应交至谁手中，杜赫德出版了第一部欧洲翻译版的中国戏剧已是既成事实。随后，在1736年及1741年，《中国孤儿》出现了两个出色的英文版本，两者都翻译自杜赫德书中所收录，马若瑟所翻译的法语版。其一是理查德·布鲁克斯（Richard Brooks）在1736年完成的，其二由格林（Green）和格瑟利（Guthrie）在1738到1741年间所作。该剧第三个基于马若瑟版本的英语翻译版于1762年出自托马斯·柏西（Thomas Percy）之手，实为第二版的修正版。然而，马若瑟犯的许多错误便承袭下来，包括唱词的缺失。杜赫德 (1739)在自己的书中提到：“剧中的唱词晦涩难懂，因为其中包含了许多我们无从知晓的典故，对古代文学的援引。美国比较戏剧研究者普揽客（Leonardo Cabell Pronko）曾指出，马若瑟略去唱词后来间接影响到了伏尔泰，使其对原作产生了相当的误解。尽管如此，《中国孤儿》在整个欧洲被广泛传播，甚至引领了中国风的潮流。在1741年和1759年之间，该剧涌现了诸多改编版，有法语版，英语版，意大利语版等。
1741年，英國的威廉·哈切特（William Hatchett）创作并出版了《中国孤儿》的第一个英语改编版，叫作《中国孤儿：一个历史悲剧》（The Chinese Orphan: An Historical Tragedy）。他保存了元曲的轮廓和主要段落，全剧五幕十六场，另有十多篇唱词。所谓中国式的唱词，也主要是根据杜赫德在《中华帝国全志》中的解释：“中国戏剧裏一个人恨另一个人，他就唱了；或因打定主意要去报仇，他也唱了；或者悲不自胜，行将自尽，他也唱了。”此外，他在改编版中还随意任用中国上下几千年的历史人名，屠岸贾变萧何，公孙杵臼变老子，甚至还出现了吴三桂和康熙帝等，令人啼笑皆非。不过哈切特创作的主要目的是用此剧作为政治武器来攻击首相罗伯特·沃波尔（Sir Robert Walpole）爵士。他将将領迫害文官的情节颠倒过来，变成宰相陷害大将军，以此来影射时任英国首相的沃波尔。因此，哈切特的版本从未被搬上舞台，按约翰·简内斯特（John Genest）的说法——“根本没法演”。在哈切特致阿盖尔公爵（Duke of Argyle）的献词中，可以将剧中角色与他想要讽刺的人物对上号：
|  | 中国人拥有智慧而富洞察力，在政府管理上颇具盛名，故而此剧具政治性是毫无疑问的。剧作中提到了一系列的行政腐败，滥用职权，从这位中国作家的描述来看，他必然对此深恶痛绝，好像他能感知大人您对此事坚定不移的零容忍态度一般。不过的确，他有些夸大其辞，好似写的不是人，而是魔鬼。当然也有可能中国诗人惯于将首相塑造成魔鬼，好让老实人认清其面目不致被蒙蔽。 |

在维也纳，意大利剧作家梅塔斯塔西奥（Pietro Metastasio）收到了玛丽娅·特蕾西娅女王的命令，要求他为宫廷演出写一部剧目。于是，梅塔斯塔西奥便在1752年写出一部《中国英雄》（L'Eroe Cinese）。为作此剧，他自《中国孤儿》中取材，并特别提到故事是源自杜赫德的《中华帝国全志》。然而，由于宫廷演出人员（即五名演员）及时长所限，该剧的情节極其精简。
1753年，伏尔泰创作了《中国孤儿》，又名《中国孤儿：五幕孔子道德剧》（L'Orphelin de la Chine: la morale de Confucius en cinq actes）。他改编的目的主要是为了描写一个有推崇道德的故事，因为他相信道德的力量远胜于盲目的暴力及愚昧。伏尔泰盛赞《中国孤儿》中的儒家式道德准则，他称其为“珍贵的古典丰碑，在使我们更了解中国这样庞大的帝国这一点上，无论古人来者都无可比拟。不过他仍旧指出，这部戏剧在他看来还是太过粗野，好似莎士比亚和洛佩·德·维加的作品，如一出骇人的闹剧，“只不过是奇异故事的堆砌罢了”，何况如此便违反了古希腊式的戏剧要求“三一律”（伏尔泰的朋友阿尔央斯侯爵（Marquis d'Argens）更指出，中国戏曲中演员的自我介绍及“曲白相生”都是违反或然律的。说白和歌唱纠缠在一起，无法表达伟大的情感。)
虽然伏尔泰的版本仍保留了这个孤儿的元素，但场景却换到了蒙古铁骑踏中华的时代。孤儿仍是皇室后裔，被托孤给大臣赞提（Zamti），之后不久皇室的统治者就死在了成吉思汗的手上。伏尔泰在故事中融入了爱情的主题（这在原作中只字未提），将成吉思汗设计为赞提之妻伊达美（Idamé）的追求者，曾被伊达美因对国家的坚贞而拒绝。伏尔泰改换故事历史背景的原因之一是他对元朝與蒙古族深切的了解。1756年，伏尔泰出版了著作《风俗论》，其中关于中国的章节正是他在研究戈比尔《成吉思汗及蒙古王朝史》的基础上写就的。伏尔泰的改动都是为了使中国文明与欧洲启蒙时期的文化更加契合而已，只因原作中充满了赤裸裸的诡计，谋杀与复仇等情节。为了消减原作中令人紧张的残酷气氛，伏尔泰在对伊达美的塑造上极尽美化之能事，她时刻准备好为王为国牺牲，为夫为子牺牲，为节为义牺牲，甚至范希衡提到，在诸多法国戏剧的女英雄中，从未有一人能如伊达美这般成就在道德上的完美无缺。在《中国孤儿》的结尾处，成吉思汗作为征服者，最终反而臣服于赞提和伊达美所代表的中国文明的美德与智慧。在1755年8月，《中国孤儿》在巴黎的法兰西喜剧院首演。该剧当时获得许多人的极高评价，如让-雅克·卢梭就赞同此剧的演出高度褒扬了一种古代文明所传承的美德。而伏尔泰则认为自己的改写将这部中国戏剧由稚嫩推向成熟。
1756年，爱尔兰剧作家亚瑟·墨菲（Arthur Murphy）创作了他的《中国孤儿》（The Orphan of China）。他提到他是被马若瑟翻译的版本所吸引，不过其实他的版本倒是与伏尔泰的《中国孤儿》十分相近。墨菲的《中国孤儿》于1759年4月22日在英国上演，获得巨大成功，一个多月之内演出九场，场场满座。脱胎自伏尔泰版本中的蒙古时代背景，墨菲在改编版中创作的中国抵抗蒙古人侵略的故事，若与1756年时正值英法战争结合起来看，可解读为具有一定政治意图。“在七年战争的紧张年代，这出戏曾被人为是宣扬爱自由、爱祖国的作品。”在1759年再版剧本时，墨菲批评伏尔泰在原本的故事中加入了爱情的主题，且故事“不够趣味”。他在自己的版本中着力描写并加大了复仇的篇幅，而伏尔泰却并未为此过多着墨。此外，墨菲塑造的舞台效果完全符合当时英国悲剧演绎的潮流：绚丽的布景，滔滔不绝的受难者，动作上又包含了诸多拥抱，昏厥，跪地，落泪等情感色彩强烈的行为。虽然墨菲的这部《中国孤儿》仍与纪君祥的原版相去甚远，但若与其他林林总总的欧洲改编版相比，已是最忠于原著了。这部《中国孤儿》的文本在伦敦颇受好评。1767年，墨菲的这部剧作被搬到了美国的舞台上，在费城的索斯沃剧院（Southwark Theatre）进行了首演。
1834年，法国汉学家儒莲（Stanislas Julien）首次将《中国孤儿》的完整版，包括对话和唱词，都原原本本地翻成了法语。
1990年7月，中国先锋导演林兆华在天津执导过《中国孤儿》。在天津戏剧博物馆的旧戏楼裡，他将纪君祥的《赵氏孤儿》与伏尔泰的《中国孤儿》并行演出——“北京河北梆子剧团在三面面向观众的舞台上”演出河北梆子版，而“天津人民艺术剧院的演员则在台下的中央表演区”演出伏尔泰的版本。两者被拼贴在一起，《赵氏孤儿》的演员时不时出戏，“成为《中国孤儿》血腥屠戮场面的观众，满腔仇恨的程婴甚至会坐到放弃复仇的成吉思汗对面，看他表演。”
2003年，《中国孤儿》同时出现了两个新改编的话剧版，一由田沁鑫执导，另一再又由林兆华执导。其中，林兆华的版本因改变结局（赵武拒绝报仇）而引起社会上的争议。据林兆华解释，此番改动是源于他本人对“愚忠愚孝的反叛”。
2010年，陈凯歌执导的电影版赵氏孤儿同样在剧本的基础上重新诠释了这个故事。 
2012年，英国皇家莎士比亚剧团（Royal Shakespeare Company）上演了由James Fenton改编、Greg Doran执导的《赵氏孤儿》（The Orphan of Zhao）。该剧因未大量使用亚洲演员而备受争议。
2016年，中国歌剧舞剧院舞剧团打造了舞剧《赵氏孤儿》。

## 评价
王國維認爲《趙氏孤兒》一劇“即列之于世界大悲剧中，亦无愧色也。”

## 影視版本
- 《趙氏孤兒》 〔華新公司1962年出品〕
- 赵氏孤儿 (电影)（2010年）
- 忠孝節義 - 萬古流芳（台視2019年）

## 歌剧版本
- 赵氏孤儿 (国家大剧院歌剧) （国家大剧院歌剧于2011年创作演出的歌剧）

## 引用
1. ↑  葉慶炳《中國文學史》下冊頁247引鄭騫言：「元刊雜劇三十種本則僅四折，至趙孤立志報仇為止，未實敘其事。然自十二月帶堯民歌以下數曲，將報仇情形用想像語寫出，劇情已完。此正手法高妙處。今第五折用實寫，轉蛇成足。文筆既不相纇，結構上亦嫌多餘。其為後人所添無疑。」
2. ↑  Liu 1953，193.
3. ↑  Liu 1953，198，201.
4. ↑  Sieber 2003，9.
5. 1 2 3 4  Liu 1953，202.
6. ↑  Hawkes 1985，108.
7. ↑  陈受颐 1970，151
8. ↑  陈受颐 1970，152.
9. 1 2 3 4 5  Fan 1949，148.
10. ↑  Liu 1953，202–203.
11. 1 2 3  Liu 1953，203.
12. ↑  Halde 1739，196.
13. ↑  Pronko 1967，37.
14. ↑  范存忠 2010，143.
15. ↑  Liu 1953，204.
16. ↑  Fan 1949，149–150.
17. ↑  Fan 1949，149.
18. ↑  Liu 1953，205.
19. 1 2 3  Liu 1953，206.
20. ↑  Liu 1953，205–206.
21. ↑  Shi 2009，177.
22. 1 2 3 4 5  Tian 2008，20.
23. 1 2 3 4 5  Liu 1953，207.
24. ↑  Tian 2008，21.
25. ↑  施叔青 1976，78.
26. 1 2 3  Liu 1953，208.
27. ↑  叶坦 2002，70.
28. ↑  范希衡 2010，61
29. ↑  Liu 1953，208–209.
30. ↑  Idema 2005，336.
31. 1 2  Liu 1953，209.
32. 1 2  Liu 1953，210.
33. ↑  Reichwein 1991，390.
34. ↑  Adolf Reichwein 1991，390.
35. 1 2 3 4  Liu 1953，211.
36. ↑  Bruce 1970，77-78
37. ↑  Liu 1953，212.
38. ↑  Sieber 2003，13–14.
39. ↑  刘嘉 2007
40. ↑  董健 2007，570.
41. ↑  林兆华 2004，69.
42. ↑  Lee 2011，.
43. ↑  王国维 1957，106